# Кавалермаджоре
Кавалермаджо̀ре (на италиански: Cavallermaggiore; на пиемонтски: Cavlimor, Кавлимор) е градче и община в Северна Италия, провинция Кунео, регион Пиемонт. Разположено е на 285 m надморска височина. Населението на общината е 5501 души (към 2010 г.).